# Клон (еволюция)
Клад или монофилетична група (от старогръцки κλάδος – „клон“) е група от организми, състояща се от един общ предшественик (индивид, популация, вид) и всички произлезли от него наследници. Предшественикът може да е съществуващ, изчезнал (но познат от вкаменелости) или изчезнал и непознат (хипотетичен).

## Исторически контекст
В първоначалните опити за систематизиране на организмите от времето на Карл Линей, организмите са били групирани по външно подобие, което често не отразявало еволюционните връзки между организмите. С развитието на теорията на еволюцията, се възприема нов начин на класификация, наречен кладистика, за да се разграничи от стария метод. Кладистиката групира организмите според техния филогенетичен произход именно в групи наречени клади. В съвременната систематика (таксономия), това е общоприетият начин на класификация, но понякога се допускат изключения – например влечугите не са монофилетична група, защото не включват произлезлите от тях птици.